# Leonard Stolz
Leonard Stolz (* 15. Februar 1991 in München) ist ein ehemaliger deutscher Fußballspieler.

## Karriere

### Jugend und College
Stolz spielte seit 2004 in der Jugendabteilung des TSV 1860 München. 2008 rückte er in die A-Jugend auf, mit der er in der A-Junioren-Bundesliga antrat. Dort kam er in den folgenden zwei Jahren auf 42 Einsätze und ein Tor. In der Spielzeit 2010/11 stand er im Aufgebot der zweiten Mannschaft in der Regionalliga Süd. Er kam zunächst nicht zu einem Pflichtspieleinsatz, stattdessen wurde er in zwei Testspielen in der Profimannschaft eingesetzt. Ab Oktober bis zum Saisonende spielte er insgesamt elfmal für die kleinen Löwen.
Stolz ging in die USA um College-Soccer zu spielen. Für die George Mason Patriots, dem College-Team der George Mason University in Fairfax, Virginia, absolvierte er 18 Spiele und erzielte dabei 4 Tore. Nach dieser starken Saisonleistungen wechselte er zu den UCLA Bruins nach Los Angeles, Kalifornien. In den kommenden drei Jahren erzielte der Mittelfeldspieler 20 Tore in 63 Spielen. Er führte die Mannschaft sogar zeitweise als Kapitän an. Am Ende der Saison 2014 erhielt er die Hermann Trophy, die höchste Auszeichnung für College-Fußballspieler. Er ist der erste deutsche Spieler, der diese Auszeichnung erhält.
An der George Mason University und der UCLA studierte er Politikwissenschaften.

### New York Red Bulls
Am 15. Januar 2015 wurde Stolz im MLS SuperDraft 2015 von den New York Red Bulls ausgewählt und unterzeichnete zwei Tage später einen Vertrag. Stolz wollte zuerst nicht am MLS Draft teilnehmen, da für ihn nur Mannschaften aus New York oder Los Angeles in Frage kamen. Außerdem wollte Stolz nicht bei der Major League Soccer einen Vertrag unterzeichnen, sondern direkt bei dem jeweiligen Franchise angestellt sein. Nach Gesprächen mit Red Bull konnte er aber überzeugt werden und wurde direkt von RBNY verpflichtet. Sein erstes Spiel für die Roten Bullen absolvierte er am 5. Februar 2015 in einem Freundschaftsspiel gegen Jacksonville Armada.
Allerdings startete Stolz die Saison 2015 bei den New York Red Bulls II, welche in der United Soccer League spielen. Gleich im ersten Spiel, am 28. März 2015 gegen die Rochester Rhinos, führte er die Mannschaft als Kapitän auf das Feld. Am 4. April 2015 erzielte er sein erstes Tor.
Im Dezember 2015 wurde bekannt, dass Stolz nicht im Kader der Red Bulls für die Saison 2016 steht.

### Rückkehr nach Deutschland
Anfang 2016 kehrte Stolz nach Deutschland zurück und setzte sein Studium in Frankfurt am Main fort. Ein Angebot von Los Angeles Galaxy für ein Probetraining lehnte er ab. Stolz hat sich somit vom aktiven Fußball zurückgezogen.